# Lia Wälti
Lia Joëlle Wälti (ur. 19 kwietnia 1993 w Langnau im Emmental) – szwajcarska piłkarka występująca na pozycji pomocniczki w angielskim klubie Arsenal oraz w reprezentacji Szwajcarii. Wychowanka FC Langnau, w trakcie swojej kariery grała także w takich zespołach, jak Köniz, YB Frauen oraz Turbine Potsdam.